# Arthur Boyd

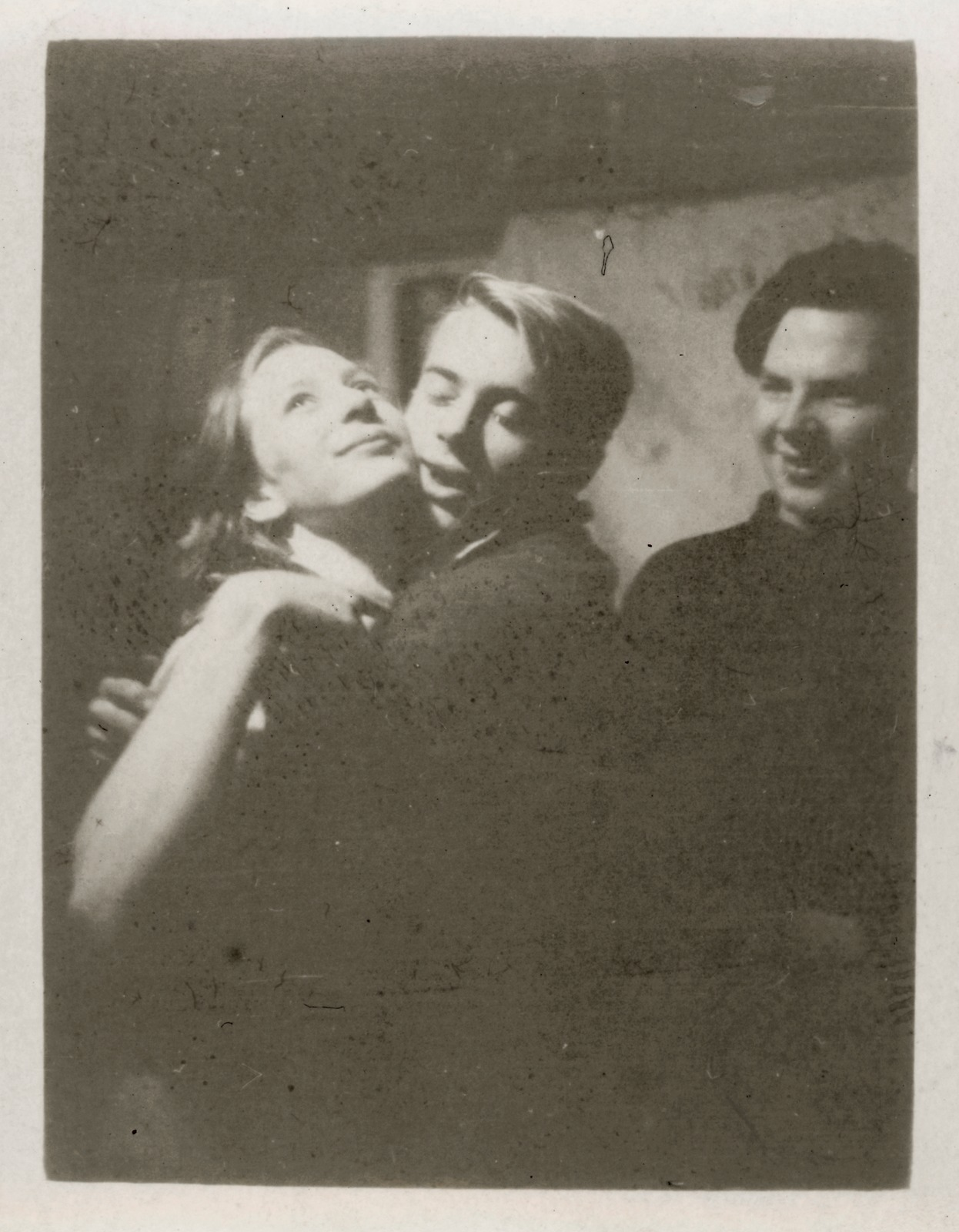
Mary Boyd, John Perceval, Arthur Boyd in Arthurs Atelier im Juni 1943.

Arthur Merric Bloomfield Boyd (* 24. Juli 1920 in Murrumbeena, Victoria; † 24. April 1999 in Melbourne) war ein australischer Maler, Keramiker und Grafiker. Er entstammte einer bekannten Künstlerfamilie.

## Leben
Arthur Boyd besuchte 1935 Abendkurse an der National Gallery School in Melbourne und wurde von seinen Eltern Merric Boyd (1888–1959) und Doris Boyd (1888–1960) in Murrumbeena, Victoria, unterrichtet. Im Alter von 14 Jahren lebte er bei seinem Großvater Arthur Merric Boyd (1862–1940, ebenfalls Maler) auf der Halbinsel Mornington und lernte von ihm ebenfalls Malerei. Beeinflusst wurde er durch den Kontakt mit dem jüdischen Künstler Yosl Bergner, der Boyd mit Büchern von Dostojewski und Kafka bekannt machte.
Während des Zweiten Weltkriegs wurde Arthur Boyd 1942 in die Army Cartographic Unit einberufen, nahm aber nicht am aktiven Dienst teil. In den 1940er Jahren wurde der Krieg jedoch zum Thema seiner Gemälde mit Darstellungen von Verstümmelten und Verwundeten in einer von Unruhen geprägten Umgebung. Nach dem Krieg gründete er zusammen mit John Perceval und Peter Herbst den Arthur Merric Boyd Pottery Workshop in Murrumbeena. Um den Schrecken und das Leid des Krieges auszudrücken, beschäftigte sich Boyd in den späten 1940er Jahren mit biblischen Themen. Gemälde wie The expulsion, 1947–1948, greifen auf biblische Erzählungen von Bestrafung zurück und stellen die Natur als überwältigende Kraft dar, die das Individuum kontrolliert.
Als er in den 1950er Jahren durch Zentral-Australien reiste, war er schockiert von den Lebensbedingungen der Aborigines in Alice Springs. Diese Erfahrung war der Auslöser für die 31 Gemälde umfassende Serie Love, marriage and death of a half-caste, auch bekannt als The bride, in der ein Aborigine gemischter Abstammung als vernachlässigter Außenseiter dargestellt wird. Die Serie wurde 1958 in Melbourne ausgestellt, wo sie kontroverse Fragen über die anhaltende Marginalisierung der Aborigines aufwarf.
Arthur Boyd gehörte zu den Antipodeans, einer 1959 gegründeten und von dem Kunsthistoriker Bernard Smith geförderten Gruppe von Malern, die versuchten, die figurative Kunst in einer Zeit zu fördern, in der abstrakte Malerei und Skulptur vorherrschend waren. Die Gruppe stellte in der Whitechapel Gallery in London aus. 1959 zog Boyd mit seiner Familie nach London, wo er bis 1971 blieb. Obwohl er in England lebte, malte Arthur Boyd weiterhin australische Themen und verlegte seine allegorischen und mythischen Szenen in den australischen Busch  Nebuchadnezzar on fire falling over a waterfall (Nebukadnezar in Flammen, einen Wasserfall hinabstürzend, 1966–68).

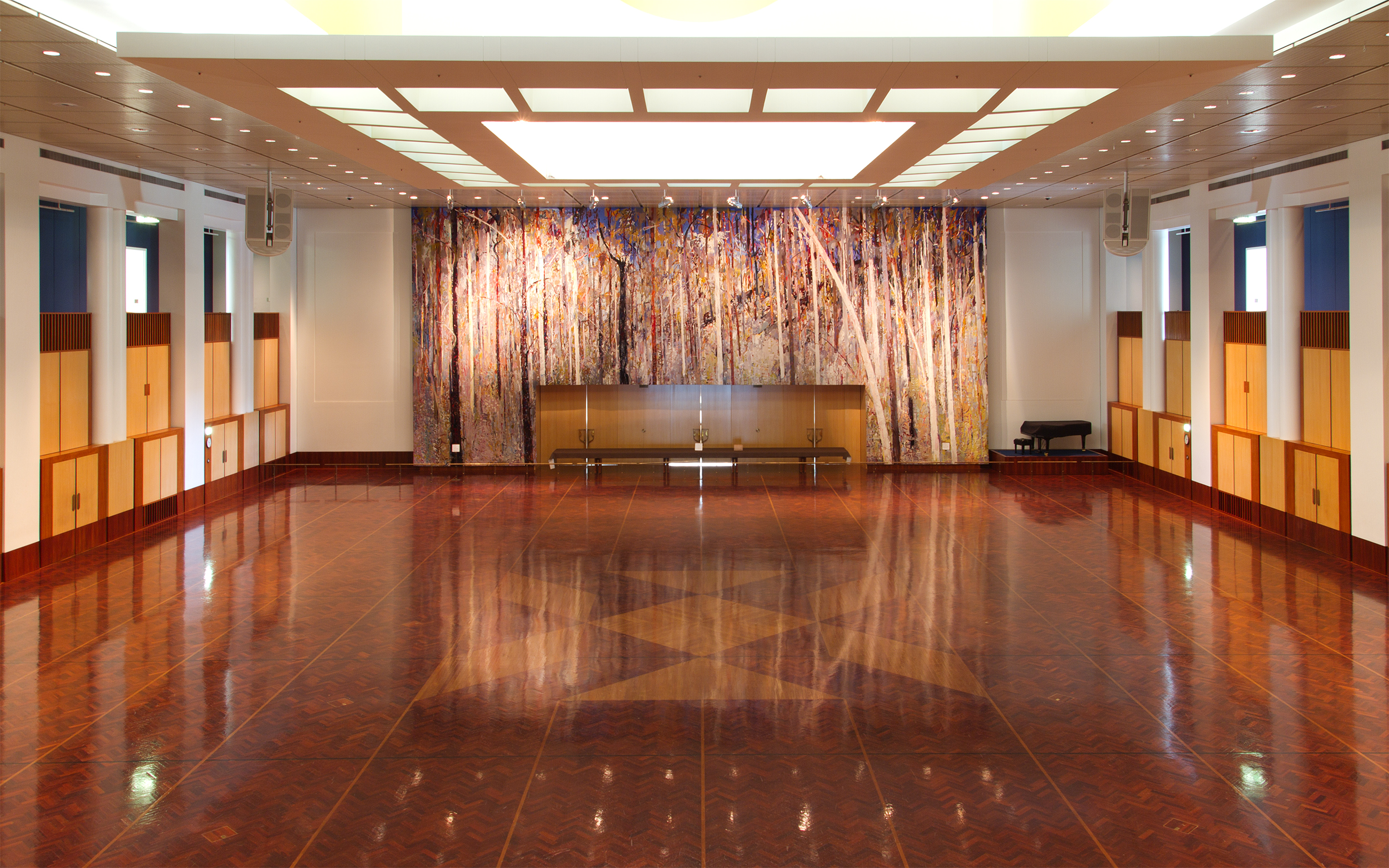
Großer Saal des australischen Parlaments. Blickfang der Großen Halle ist ein Wandteppich, der auf einem Gemälde von Arthur Boyd basiert, das einen dichten Eukalyptuswald in der Region Shoalhaven in New South Wales zeigt. Durch die Darstellung eines detaillierten Ausschnitts des Waldes anstelle eines Panoramablicks vermittelt Boyd den Eindruck, dass die Landschaft weder Anfang noch Ende hat. Dies suggeriert Verbindungen zur Landschaft rund um das Parlamentsgebäude und ganz Australien.

1971 kehrte er nach Australien zurück und ließ sich schließlich in Bundanon am Shoalhaven River in New South Wales nieder, wo er weiterhin Landschaften malte. Seine Australian scapegoat (Australischer Sündenbock)-Bilder aus den 1980er Jahren untersuchten im Vorfeld der Zweihundertjahrfeier der Ankunft der First Fleet (1788) das Selbstverständnis der australischen Identität: Mit ihrer gewalttätigen Bildsprache und aggressiven Farbgebung greifen sie auf Archetypen der australischen Militärgeschichte zurück und suggerieren die Sinnlosigkeit des Krieges. Neben der Malerei beschäftigte sich Arthur Boyd intensiv mit Keramik, entwarf Bühnenbilder für das Theater und illustrierte Gedichte des australischen Dichters Peter Porter.
1993 stifteten Arthur Boyd und seine Frau Yvonne Lennie ihr 1.000 Hektar großes Anwesen in Bundanon dem australischen Staat, um es für Gastkünstler und Wissenschaftler zu nutzen.
1997 stellte Arthur Boyd zum ersten Mal mit allen sechs Mitgliedern seiner Künstlerdynastie unter einem Dach aus: mit seinen Brüdern David und Guy, seinem Sohn Jamie und seinen Nichten Lenore und Tessa Perceval. Die Ausstellung mit dem Titel The Best of Boyd umfasste 80 Gemälde und 40 Bronzeskulpturen. Die Ausstellung fand in der Aniela Fine Art Gallery and Sculpture Park, NSW, statt.
Arthur Boyd starb 1999 im Alter von 78 Jahren und wurde auf dem Brighton General Cemetery beigesetzt.

## Ehrungen
Boyd erhielt im Laufe seiner Karriere zahlreiche Ehrungen. 1970 wurde er zum Officer of the British Empire (OBE) ernannt, 1979 zum Officer des Order of Australia und 1992 zum Companion des Order of Australia. 1995 wurde er vom Australia Day Council zum Australier des Jahres ernannt.

## Werk
Arthur Boyds Ziel war es, mit seinen Werken eine innere emotionale Vision zu vermitteln, anstatt die äußere Welt zu beschreiben. Er malte lyrische und emotionale Allegorien zu universellen Themen wie Liebe, Verlust und Scham, die oft im australischen Busch angesiedelt sind. Diese Kunstwerke schöpfen aus einer Fülle literarischer und mythologischer Quellen sowie aus einer sehr persönlichen und oft mehrdeutigen Symbolik. Boyd hatte ein ausgeprägtes soziales Bewusstsein und seine Bilder beschäftigen sich intensiv mit humanitären Themen. Seine bekanntesten Werke sind impressionistische Darstellungen der australischen Landschaft sowie expressionistische Darstellungen von Verehrten und Entrechteten. Häufig behandelte Boyds Kunst humanitäre Themen sowie Motive wie Liebe, Verlust und Scham.
1993 fand in der Art Gallery of New South Wales eine große Retrospektive von Boyds Werk statt. Im selben Jahr schenkten Arthur und seine Frau Yvonne ihr 1100 Hektar großes Anwesen Bundanon dem australischen Volk.
Neben der Malerei fertigte Boyd auch Keramiken und entwarf Bühnenbilder. Er illustrierte Bücher, darunter die Gedichtsammlungen Jonah (1973) und The Lady and the Unicorn (1975) von Peter Porter.

## Ausstellung
- Arthur Boyd Retrospektive, Art Gallery of New South Wales, Sydney, 15. Dezember 1993 – 6. März 1994, National Gallery of Victoria, Melbourne, 20. März – 23. Mai 1994, Tasmanian Museum and Art Gallery, Hobart, 9. Juni – 21. August 1994, Art Gallery of Western Australia, Perth, 22. September – 20. November 1994.